# Grand Rapids, Minnesota
Grand Rapids là một thành phố thuộc quận Itasca, tiểu bang Minnesota, Hoa Kỳ. Năm 2010, dân số của thành phố này là 10869 người.

## Dân số
- Dân số năm 2000: 7764 người.
- Dân số năm 2010: 10869 người.